# Catrin Ormestad
Maria Catrin Ormestad, född 12 februari 1975 i Gävle, är en svensk journalist och författare. Ormestad har skrivit för tidningar som Svenska Dagbladet, The Economist och Upsala Nya Tidning, och publicerat flera böcker, både dokumentärer och fiktion. Ormestad bor sedan 20 år i Tel Aviv och är sambo med den israeliske journalisten och författaren Gideon Levy.